# عبد علي بن رحمة الله الحويزي
الشيخ عبد علي بن رحمة الله الحويزي. هو رجل دين وأديب وشاعر شيعي من مدينة الحويزة، وكان من تلامذة البهائي. وقد قال الحُرّ العاملي في ترجمته: ”فاضل عارف بالعربية والعروض وغيرهما، شاعر أديب منشئ بليغ، وله ديوان شعر حسن.“ وكثيراً ما يقع الاشتباه بينه وبين عبد علي بن ناصر بن رحمة لتشابه الأسماء بينهما وكونهما قد عاشا في نفس الفترة الزمنية.

## مؤلفاته
للحويزي عدد من المؤلفات بالإضافة إلى عدة دواوين باللغات العربية والفارسية والتركية، ومن مؤلفاته:
| - كتاب في الحكمة. - كلام الملوك ملوك الكلام. في الأدب. - حاشية على تفسير البيضاوي. - شرح شواهد المطول. - البرق اللامع في ترجمة الجامع. ترجمة الجامع العباسي بالعربية. | - كتاب في النحو. - كتاب في العروض. - كتاب في الرمل. - كتاب في الموسيقى. |

### الكتب
- أمل الآمل في تراجم علماء جبل عامل. محمد بن الحسن الحر العاملي، طبع النجف - العراق، عام 1385 هـ، منشورات مطبعة الآداب.
- أعيان الشيعة. محسن الأمين، طبع بيروت - لبنان، تاريخ الطبع مفقود، منشورات دار التعارف.
- الذريعة إلى تصانيف الشيعة. آغا بزرگ الطهراني، طبع بيروت - لبنان، 1403 هـ / 1983 م، منشورات دار الأضواء.

### إشارات مرجعية
1. 1 2  
الأمين، محسن. أعيان الشيعة - ج8. ص. 28. مؤرشف من الأصل في 2019-12-10.
2. ↑  العاملي، الحر. أمل الآمل في تراجم علماء جبل عامل - ج2. ص. 154. مؤرشف من الأصل في 2019-12-10.
3. ↑  العاملي، الحر. أمل الآمل في تراجم علماء جبل عامل - ج2. ص. 155. مؤرشف من الأصل في 2019-12-10.